# Circumpolar
Circumpolar é a designação dada a um astro que permanece acima do horizonte durante todo um dia sideral. Em cada lugar da superfície da Terra são circumpolares em torno do polo celeste norte os objectos celestes cuja declinação seja maior do que (90º − L), em que L é a latitude do lugar. Uma vez que a declinação de um objecto do hemisfério celeste sul é sempre negativa, são circumpolares em torno do polo celeste sul os objectos cuja declinação seja menor do que (L - 90º). Nessas circunstâncias, o astro não atinge o seu ocaso, permanecendo acima do horizonte durante todo o dia sideral.
Quando a declinação do Sol obedece a essa condição, para latitudes iguais ou superiores a L não ocorrerá o pôr do Sol e será visível o sol da meia-noite.